# Persone di nome Giuseppe/Scrittori
| Questa pagina contiene informazioni ricavate automaticamente dalle voci biografiche con l'ausilio del template Bio e di un bot. L'aggiornamento è periodico e automatico e ricostruisce completamente la pagina. Se manca una persona in questa lista, sei pregato di non aggiungerla, ma accertati piuttosto che la sua voce biografica contenga il template Bio e che i dati anagrafici siano correttamente compilati. Se il template Bio manca, inseriscilo tu stesso o, in alternativa, metti l'avviso {{tmp\|Bio}} che ne segnala la mancanza. Se i dati riportati sono sbagliati, correggi direttamente la voce biografica; le modifiche saranno visibili in questa lista entro pochi giorni. Per chiarimenti vedi il progetto antroponimi. La lista contiene solo le 91 persone che sono citate nell'enciclopedia e per le quali è stato implementato correttamente il template Bio. Pagina aggiornata al 22 giu 2025. |

Questa è una lista di persone presenti nell'enciclopedia che hanno il nome Giuseppe e sono scrittori.

## A(4)
- Giuseppe Cesare Abba, scrittore e militare italiano (Cairo Montenotte, n. 1838 - Brescia, † 1910)
- Giuseppe Alliegro, scrittore, poeta e giornalista italiano (Padula, n. 1916 - Napoli, † 1987)
- Giuseppe Annese, scrittore italiano (San Severo, n. 1932 - Milano, † 1979)
- Giuseppe Artale, scrittore italiano (Castello di Mazzarino, n. 1628 - Napoli, † 1679)

## B(12)
- Giuseppe Barbieri, scrittore e poeta italiano (Bassano del Grappa, n. 1774 - Torreglia, † 1852)
- Giuseppe Beghelli, scrittore e giornalista italiano (Briga Marittima, n. 1847 - Nizza, † 1877)
- Giuseppe Berto, scrittore, drammaturgo e sceneggiatore italiano (Mogliano Veneto, n. 1914 - Roma, † 1978)
- Giuseppe Bertoldi, scrittore, poeta e politico italiano (Fubine Monferrato, n. 1821 - Roma, † 1904)
- Giuseppe Ausilio Bertoli, scrittore italiano (Grumolo delle Abbadesse, n. 1945)
- Giuseppe Bevilacqua, scrittore e traduttore italiano (Treviso, n. 1926 - Firenze, † 2019)
- Giuseppe Bianchini, scrittore e storico italiano (Verona, n. 1704 - Roma, † 1764)
- Giuseppe Bonaviri, scrittore e poeta italiano (Mineo, n. 1924 - Frosinone, † 2009)
- Giuseppe Bonura, scrittore e critico letterario italiano (Fano, n. 1933 - Milano, † 2008)
- Giuseppe Brancale, scrittore italiano (Sant'Arcangelo, n. 1925 - Firenze, † 1979)
- Giuseppe Bres, scrittore e critico d'arte italiano (Nizza, n. 1842 - Nizza, † 1924)
- Giuseppe Bufalari, scrittore italiano (Firenze, n. 1927 - Firenze, † 2022)

## C(15)
- Giuseppe Caliceti, scrittore italiano (Modena, n. 1964)
- Giuseppe Campolieti, scrittore, giornalista e biografo italiano (Rotello, n. 1933 - Mestre, † 2017)
- Giuseppe Caprin, scrittore italiano (Trieste, n. 1843 - Trieste, † 1904)
- Giuseppe Carlotti, scrittore italiano (Roma, n. 1974)
- Giuseppe Carpani, scrittore e librettista italiano (Vill'Albese, n. 1752 - Vienna, † 1825)
- Pinin Carpi, scrittore, illustratore e poeta italiano (Milano, n. 1920 - Milano, † 2004)
- Giuseppe Caruso, scrittore e giornalista italiano (n. 1975)
- Giuseppe Casa, romanziere italiano (Licata, n. 1963)
- Giuseppe Cassieri, scrittore, commediografo e saggista italiano (Rodi Garganico, n. 1926 - Roma, † 2008)
- Giuseppe Catozzella, scrittore e poeta italiano (Milano, n. 1976)
- Giuseppe Cerutti, scrittore, gesuita e politico francese (None, n. 1738 - Parigi, † 1792)
- Giuseppe Ciocca, scrittore italiano (Treviglio, n. 1867 - † 1950)
- Giuseppe Colli, scrittore e poeta italiano (Lu Monferrato, n. 1924 - Torino, † 2017)
- Giuseppe Conte, scrittore, poeta e librettista italiano (Imperia, n. 1945)
- Giuseppe Culicchia, scrittore, saggista e traduttore italiano (Torino, n. 1965)

## D(5)
- Giuseppe D'Agata, scrittore, sceneggiatore e partigiano italiano (Bologna, n. 1927 - Bologna, † 2011)
- Giuseppe De Rossi, scrittore e giornalista italiano (Roma, n. 1861 - † 1945)
- Giuseppe Dessì, scrittore italiano (Cagliari, n. 1909 - Roma, † 1977)
- Giuseppe Di Costanzo, scrittore italiano (Napoli, n. 1953 - Berlino, † 2013)
- Giuseppe Aldo di Ricaldone, scrittore italiano (Casale Monferrato, n. 1935 - Mede, † 2002)

## F(7)
- Giuseppe Fabiani, scrittore italiano (Siena, n. 1720 - Siena, † 1807)
- Giuseppe Fatini, scrittore italiano (Piancastagnaio, n. 1884 - Firenze, † 1963)
- Giuseppe Fava, scrittore, giornalista e drammaturgo italiano (Palazzolo Acreide, n. 1925 - Catania, † 1984)
- Giuseppe Favati, scrittore, poeta e giornalista italiano (Pisa, n. 1927 - Firenze, † 2009)
- Giuseppe Ferrandino, scrittore e fumettista italiano (Ischia, n. 1958)
- Giuseppe Festa, scrittore e musicista italiano (Milano, n. 1972)
- Giuseppe Fiori, scrittore italiano (Rieti, n. 1942)

## G(3)
- Giuseppe Genna, scrittore italiano (Milano, n. 1969)
- Giuseppe Zucca, scrittore e sceneggiatore italiano (Messina, n. 1887 - Roma, † 1959)
- Giuseppe Grippa, scrittore e politico italiano (Napoli, n. 1744)

## I(2)
- Giuseppe Iadanza, scrittore e saggista italiano (Forchia, n. 1931)
- Pino Ippolito Armino, scrittore e saggista italiano (Palmi, n. 1954)

## J(1)
- Giuseppe Josca, scrittore e giornalista italiano (Melfi, n. 1928 - † 2014)

## L(5)
- Giuseppe Lanza, scrittore, drammaturgo e critico teatrale italiano (Valguarnera Caropepe, n. 1900 - Milano, † 1988)
- Giuseppe Lattanzi, scrittore, giornalista e poeta italiano (Nemi, n. 1762 - Lanuvio, † 1822)
- Giuseppe Lisi, scrittore italiano (Firenze, n. 1929)
- Giuseppe Lo Presti, scrittore e terrorista italiano (Alcamo, n. 1958 - Sanremo, † 1995)
- Giuseppe Lupo, scrittore e saggista italiano (Atella, n. 1963)

## M(11)
- Giuseppe Malatesta Garuffi, scrittore, poeta e bibliotecario italiano (Rimini - Rimini, † 1727)
- Giuseppe Marcenaro, scrittore e saggista italiano (Genova, n. 1942 - Genova, † 2024)
- Giuseppe Marotta, scrittore, sceneggiatore e paroliere italiano (Napoli, n. 1902 - Napoli, † 1963)
- Giuseppe Masi, scrittore, filosofo e poeta italiano (Firenze, n. 1915 - Bologna, † 2007)
- Giuseppe Mazzaglia, scrittore italiano (Catania, n. 1926 - † 2014)
- Giuseppe Mendicino, scrittore italiano (Arezzo, n. 1960)
- Giuseppe Mercurio, scrittore, linguista e giornalista italiano (Orosei, n. 1919 - † 1994)
- Giuseppe Mezzanotte, scrittore italiano (Chieti, n. 1855 - Chieti, † 1935)
- Giuseppe Cesare Molineri, scrittore, poeta e giornalista italiano (Pinerolo, n. 1847 - Torino, † 1912)
- Giuseppe Montanelli, scrittore, patriota e politico italiano (Fucecchio, n. 1813 - Fucecchio, † 1862)
- Giuseppe Montesano, scrittore italiano (Napoli, n. 1959)

## N(1)
- Giuseppe Nicolini, scrittore italiano (Brescia, n. 1788 - † 1855)

## P(10)
- Pinin Pacòt, scrittore italiano (Torino, n. 1899 - Castello di Annone, † 1964)
- Giuseppe Passi, scrittore italiano (Ravenna, n. 1569 - San Michele di Murano)
- Giuseppe Pederiali, scrittore, fumettista e giornalista italiano (Finale Emilia, n. 1937 - Milano, † 2013)
- Giuseppe Petrai, scrittore, sceneggiatore e regista italiano (Firenze, n. 1853 - Gallese, † 1941)
- Giuseppe Picciola, scrittore, italianista e insegnante italiano (Parenzo, n. 1859 - Firenze, † 1912)
- Giuseppe Pipitone Federico, scrittore e giornalista italiano (Palermo, n. 1860 - Palermo, † 1940)
- Giuseppe Pitrè, scrittore, medico e letterato italiano (Palermo, n. 1841 - Palermo, † 1916)
- Giuseppe Pometta, scrittore svizzero (Broglio, n. 1872 - Bellinzona, † 1953)
- Giuseppe Pontiggia, scrittore, aforista e critico letterario italiano (Como, n. 1934 - Milano, † 2003)
- Giuseppe Puccianti, scrittore e poeta italiano (Pisa, n. 1830 - Marina di Pisa, † 1913)

## R(5)
- Giuseppe Raimondi, scrittore italiano (Bologna, n. 1898 - Bologna, † 1985)
- Giuseppe Ravegnani, scrittore, critico letterario e giornalista italiano (Coriano, n. 1895 - Milano, † 1964)
- Giuseppe Revere, scrittore e politico italiano (Trieste, n. 1812 - Roma, † 1889)
- Giuseppe Rovani, scrittore e giornalista italiano (Milano, n. 1818 - Milano, † 1874)
- Giuseppe Rovella, scrittore, drammaturgo e filosofo italiano (Palazzolo Acreide, n. 1926 - Palazzolo Acreide, † 1989)

## S(2)
- Giuseppe Schirò Di Maggio, scrittore e poeta italiano (Piana degli Albanesi, n. 1944)
- Giuseppe Gregorio Maria Solari, scrittore italiano (Chiavari, n. 1737 - Genova, † 1814)

## T(3)
- Giuseppe Antonio Taruffi, scrittore, diplomatico e scacchista italiano (n. 1715 - Roma, † 1786)
- Giuseppe Tonna, scrittore, traduttore e docente italiano (Gramignazzo di Sissa, n. 1920 - Brescia, † 1979)
- Giuseppe Torelli, scrittore, giornalista e politico italiano (Recetto, n. 1816 - Torino, † 1866)

## V(4)
- Giuseppe Valeriano Vannetti, scrittore e letterato italiano (Rovereto, n. 1719 - Rovereto, † 1764)
- Giuseppe Vingiano, scrittore e giornalista italiano (Castellammare di Stabia, n. 1888 - Roma, † 1970)
- Gian Dàuli, scrittore, traduttore e editore italiano (Vicenza, n. 1884 - Milano, † 1945)
- Giuseppe Rocco Volpi, scrittore italiano (Padova, n. 1692 - Roma, † 1746)

## Š(1)
- Giuseppe Šebesta, scrittore, artista e etnografo italiano (Trento, n. 1919 - Fondo, † 2005)